# کیویوتینگده
کیویوتینگده (روسی: Кюютингдэ) یک رودخانه در استان یاقوتستان کشور روسیه است.